# Óriás bűzvirág

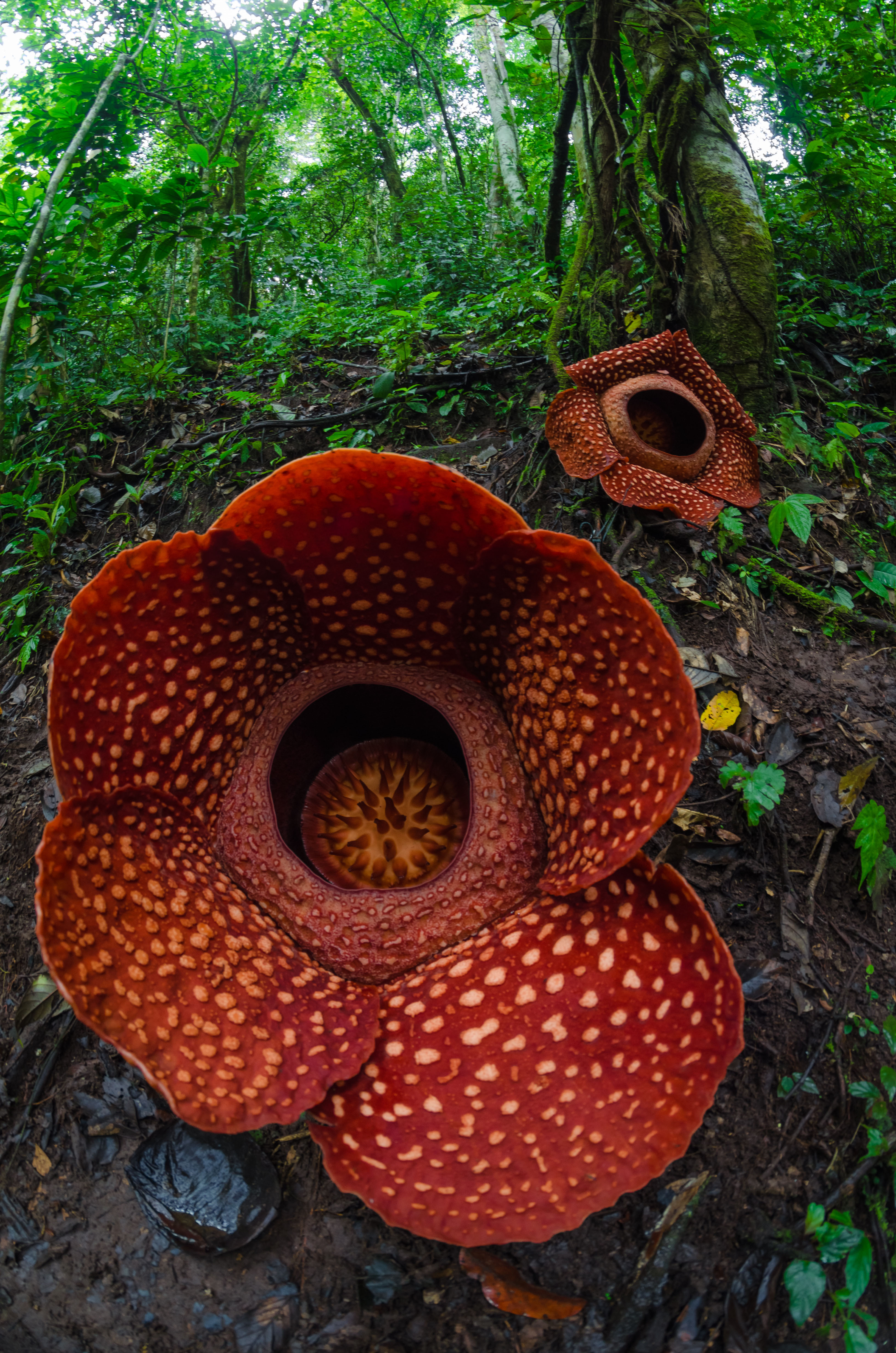
Közép-Jáva (Jawa Tengah) Batang kormányzóságában

Az óriás bűzvirág (Rafflesia arnoldii) a valódi kétszikűek (eudicots) Malpighiales rendjében az óriásvirágfélék (rafléziavirágúak, Rafflesiaceae) család névadó Rafflesia (bűzvirág) nemzetségének egyik faja, a Föld legnagyobb ismert virágával rendelkező növény. Tudományos nevét az egykori brit gyarmat, Szingapúr alapítójáról, sir Stamford Rafflesről és az őt (és családját) Délkelet-Ázsiába elkísérő botanikus Joseph Arnoldiról kapta.

## Származása, elterjedése
A Maláj-félszigeten és a Szunda-szigeteken honos. Több forrás szerint ritka és veszélyeztetett faj; ennek oka, hogy a helyiek gyűjtik. Ennek dacára a Vörös listán nem szerepel.

## Megjelenése, felépítése
Gyökere, szára, levele nincs. Nem fotoszintetizál; az összes, számára szükséges tápanyagot a gazdanövény szöveteiben fonalszerűen húzódó sejtsorok veszik fel és továbbítják a virágnak. A 19. században bizonytalan volt rendszertana: például tartották a növények és gombák közti átmeneti fajnak is, mivel bár levele, szára nincs, virágja van.
Vegetatív ciklusában egyáltalán nem látható; a gazdanövény kérgét csak a fejlődni kezdő bimbó töri át. A káposztafejre emlékeztető bimbó tömege teljesen kifejlett, virágnyílás előtti állapotában eléri a 11 kg-ot.
A kifejlett, barnásvörös–téglavörös, fehéren mintázott virág átmérője egy méternél is nagyobb lehet. Az öt, a föld felszínéhez közel szétterülő szirom között kialakuló kehely 6–8 l esővíz tárolására alkalmas; ezzel tömege nem ritkán 15 kg-nál is több lehet. A porzók, illetve termők tüskeszerű oszlopocskákként emelkednek ki a kehely közepéből. Szaga a rothadó húséra emlékeztet, és számos rovart magához vonz, ahol azonban a petékből kikelő nyüvek éhen halnak.
Bogyószerű termése ragadós magvakat rejt.

## Életmódja, termőhelye
Kétlaki növény, amely a gesztenyeszőlő (Tetrastigma) kúszónövény-nemzetség fajainak gyökerén élősködik. A gazdanövény kérgét áttörő bimbóik mintegy tíz hónap alatt fejlődnek ki; ez után a virág 5–7 napig nyílik. majd elfolyósodik, és csak egy fekete folt marad a helyén. Döglegyek porozzák be; ezt az 1980-as években bizonyították be a Yale Egyetem kutatói, John és Reed Beaman (előbbi fia).
A legyeket bűzével vonzza magához. Magvait valószínűleg gyümölcsevő rágcsálók terjesztik.
Ahhoz, hogy szaporodjék, a két különböző ivarú virágnak egyidejűleg kell virágoznia.

## Felhasználása
A bennszülöttek gyógynövénynek tartják. Az éretlen bimbók különleges csemegének számítanak. Tudományosan nem bizonyított, hogy bármilyen élettani hatása lenne.